# Carrefour (film)
Pour les articles homonymes, voir Carrefour (homonymie).
Pour plus de détails, voir Fiche technique et Distribution.
Carrefour est un film français réalisé par Curtis Bernhardt, sorti le 26 octobre 1938.

## Synopsis
Monsieur de Vétheuil (Charles Vanel), riche industriel, est accusé d'être en réalité Jean Pelletier, petit voyou blessé et disparu en même temps que lui en décembre 1917, sur le front de la Somme. Durant son procès, après le témoignage de Michèle qui reconnaît Pelletier, son ancien amant, un témoin inattendu, Sarroux (Jules Berry), affirme qu'il a vu mourir Jean Pelletier dans un hôpital du Maroc, sous l'uniforme de la Légion étrangère. Innocenté, Vétheuil (qui était amnésique depuis la guerre) retrouve sa famille quand Sarroux, en réalité un ancien complice de Pelletier, vient le faire chanter, en lui confirmant qu'il est bien Pelletier.
Troublé, Vétheuil va retrouver la mère de Pelletier, qui paraît bouleversée, puis l'ancienne compagne de Pelletier, Michèle. Des bribes de souvenirs de Pelletier lui reviennent alors, et il décide de tout avouer à son épouse Anna. Mais celle-ci l'aime depuis dix ans et veut protéger leur fils. Sarroux revient alors pour exiger de l'argent, il se bat avec Vétheuil (Pelletier), et s'enfuit chez sa maîtresse Michèle. Au moment où la police vient l'arrêter, Sarroux veut révéler la véritable identité de Vétheuil, mais Michèle, qui aime toujours Pelletier, l'abat, et se suicide.
Sur son lit de mort, elle déclare au juge que Pelletier était mort en 1917, et souhaite que Vétheuil vive heureux avec sa famille.

## Fiche technique
- Réalisation : Curtis Bernhardt
- Scénario : André-Paul Antoine, Robert Liebmann[1] et Curtis Bernhardt d'après un roman de John H. Kafka[2]
- Photographie : Léonce-Henri Burel, Georges Régnier ; cadreur, Henri Tiquet[3]
- Décors : Jean d'Eaubonne et Raymond Gabutti
- Son : Marcel Courmes
- Musique : Paul Dessau
- Montage : Georges Lantz
- Société de production : B.U.P. Française
- Production : Eugène Tucherer
- Pays :  France
- Format : Son mono - Noir et blanc - 35 mm  - 1,37:1
- Genre : comédie dramatique
- Durée : 84 minutes
- Date de sortie : France, 26 octobre 1938

## Distribution
- Charles Vanel : Roger de Vétheuil
- Jules Berry : Lucien Sarroux
- Suzy Prim : Michèle Allain
- Tania Fédor : Anna de Vétheuil
- Marcelle Géniat : Madame Pelletier
- Jean Claudio : Paul de Vétheuil
- Otto Wallburg: Dr. Otto Breithaupt
- Annie France : l'entraîneuse
- Palau : le duc
- Marcel Melrac : un gendarme
- Paul Amiot : le président
- Christian Argentin : Anwalt, l'avocat
- Eddy Debray : un accusé
- Jean Tissier : l'employé de l'agence
- Auguste Boverio : Pierre
- Robert Rollis : un élève
- Jacques Cléry
- Tony Murcy